# Talossa
Talossa é o nome de pelo menos duas micronações, o Reino da Talossa e a República da Talossa.
A micronação foi fundada em 1979 por Robert Ben Madison de Milwaukee e como tal é uma das mais antigas micronações ainda em existência. Foi um dos primeiros a ter um site na Internet em novembro de 1995, e continua sendo um dos mais famosos. A sua exposição na internet e mídia desde o final dos anos 90 contribuíram para o surgimento de muitas micronações pela Internet, mais tarde.
Tanto a República e do Reino são ostensivamente organizados como nações ordinárias, com as leis, instituições governamentais, e assim por diante. Os membros são considerados "cidadãos" e, historicamente, têm sido admitidos através de um processo de imigração "formal". De acordo com os sites dos grupos, a adesão total alcançada é entre 100 e 200 pessoas em seu auge, agora dividido de forma desigual entre os grupos. Talossa reivindica vários locais como seu território, incluindo uma porção de Milwaukee, mas nem Talossa nem suas reivindicações são oficialmente reconhecidos pelos Estados Unidos ou qualquer outra nação.